# マイネルツハーゲン
マイネルツハーゲン (ドイツ語: Meinerzhagen, ドイツ語発音: [ma‿inɐt‿sˈhaːgn̩]) は、ドイツ連邦共和国ノルトライン＝ヴェストファーレン州アルンスベルク行政管区のメルキッシャー郡に属す市である。この街はザウアーラント西部に位置している。地域開発プランでこの街は、中心集落としての重要性を有する中級中心都市と位置づけられている。本市は金属加工業の長い伝統を特徴とするが、観光業にも力を入れている。

## 地理

### 位置
マイネルツハーゲンは、メルキッシャー郡南部、ザウアーラント西部に位置している。ここから北西方向に伸びるフォルメタール（フォルメ川の谷）の起点である。東側にはエッベ山地が伸びている。西の市境はベルギシェス・ラントに接している。重要な交通路は、マイネルツハーゲン・インターチェンジを有するアウトバーン A45号線（ザウアーラント線）と連邦道 B54号線である。
街の南東端、海抜 480 m の地点からフォルメ川が湧出している。この川は北に向かって 49.8 km 流れ、ハーゲン市内の海抜 91 m 地点でルール川に合流する。フォルメ川の水源から遠くない場所でアッガー川が湧出している。この川は南に向かって流れ、ジークブルク近郊でジーク川に注ぐ。その支流のヘスミッケ川も本市を流れている。市域の北部ではレネ川支流のフェルゼ川が湧出する。他にもビッゲ湖に注ぐリスター川やイーネ川が流れている。西の市境のわずかに外側のマリエンハイデのヴェルリングハウゼン地区からはヴィッパー川が湧いている。この川は下流ではヴッパー川と呼ばれる。
市域の最高地点は、ヴァルベルト近郊ノルトヘレ（山）近くの 652 m の地点である。ノルトヘレはメルキッシャー郡の最高峰である。最低地点はニーダーバーディングハウゼンの 313 m 地点である。
多くの河川やダムがマイネルツハーゲン市内および周辺に数多くの保護水域を形成している。ここでは飲料水が採取され、主にルール地方で利用されている。川や堰止め湖はハイカーや（許可されている場所では）水浴客の目的地ともなっている。

### 隣接する市町村
マイネルツハーゲンに隣接する市町村は南から時計回りに以下の通りである。ドロルスハーゲン、グンマースバッハ、マリエンハイデ、キールスペ、リューデンシャイト、ヘルシャイト、アッテンドルン。市境からわずか数 km の距離にオルペ、ベルクノイシュタット、プレッテンベルクが位置している。

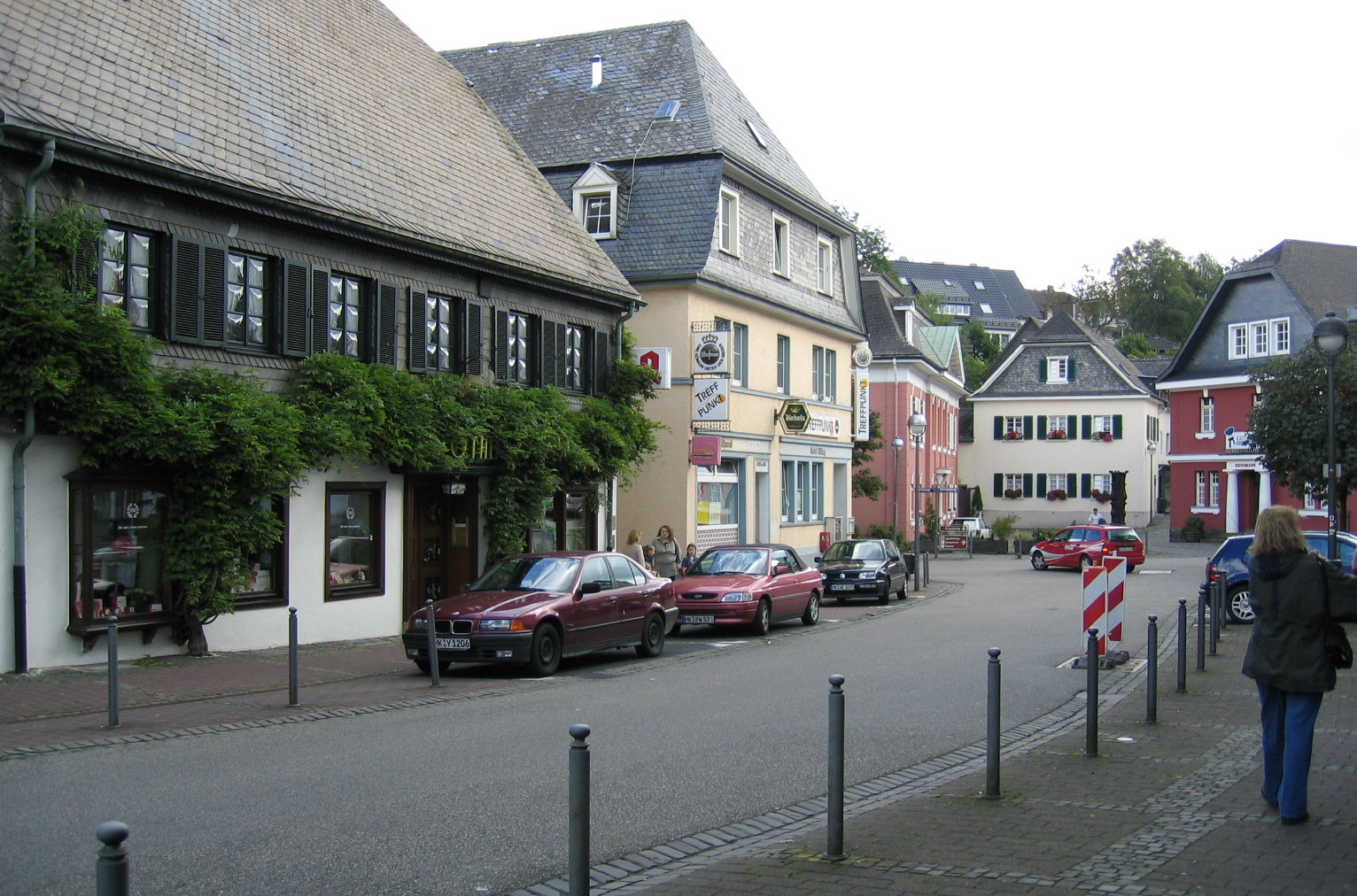
マイネルツハーゲン内市街

### 市域の広がり
市街地は、本市の市域のごくわずかな部分である。市域の他の部分は主に農林業に利用されており、田舎の性格を残している。

### 市の構成
マイネルツハーゲンの人口の約 4/5 が中核市区に住んでいる。残りの部分は数多くの村落や集落で形成されている。

## 歴史
伝承によれば、マイネルツハーゲン (Meinerzhagen) という地名は、隠修士のマインハルドゥス (Meinhardus) に由来するとされているが、証明されていない。最初の文献記録は1067年で、おそらく村が形成されてから100年ほど後であると推測されている。この文書には、ケルン大司教アンノ2世が聖ゲオルク修道院教会にマイネルツハーゲンの十分の一税からケルン通貨で５ポンドを毎年寄進したと記されている。1174年の別の文書では、ベルク伯エンゲルベルト1世がマイネルツハーゲン教会区の十分の一税の徴収を引き継いだことが記録されている。1220年頃、後期ロマネスク様式三廊式の、二階席を持つバシリカ教会がライン様式で建設された。マイネルツハーゲンはマリアの巡礼地となった。この村はこの頃、8世紀からケルンとカッセルとを結び、さらにライプツィヒに至る重要なハイデン街道（ケルン＝カッセル街道とも呼ばれる）沿いにあった。
マイネルツハーゲンは、ヴァルデンブルク城（アッテンドルン）およびドロルスハーゲンとともに1248年1月20日に2,000マルクでメヒチルド・フォン・ザインからケルン大司教コンラート・フォン・ホーホシュタンデンに売却された。
マルク伯エンゲルベルト2世は、マイネルツハーゲンを巡る恒常的な地域紛争から、1311年に象徴的行為として、大司教ハインリヒ2世が建立した十字架を倒した。1440年頃から1460年にかけてマルク伯アドルフとゲルハルトの兄弟の不和のため何度も所有者を替えた。
1567年、フリードリヒ・ボイルハウス、ゴットフリート・ツィンマー、クリストフ・ベヒにより宗教改革が行われた。魔女狩りはヴェストファーレン公領に比べ少なかった。ペストと三十年戦争により、1634年に多くの犠牲者が出た。1640年、デンマーク王クリスチャン4世の王子にあたるクリスチャン・ウルリク・ギルデンレーヴェがオランダ軍との戦闘によりマイネルツハーゲンで命を落とした。
1765年、プロイセン王フリードリヒ2世がマイネルツハーゲンに都市権を授けた。1846年にはマイネルツハーゲンとヴァルベルトの共同行政体アムト・マイネルツハーゲンが成立した。マイネルツハーゲンは1865年に都市権を再び剥奪された。1797年、1894年、1913年にそれぞれ大火が起こり、いずれの場合も街の大部分が焼失した。
18世紀後半から19世紀前半にザウアーラントのメルキッシャー部分（旧メルク伯領部分）は、初期工業発展の重要な中心地となった。イーザーローン - リューデンシャイト - アルテナ地域は、当時世界最大の鉱業中心地であった。文化闘争の結果ケルン選帝侯領のホーホザウアーラントではカトリック指向の中央党が国家社会主義の時代に至るまで階級を超えて勢力を持っていたのに対して、メルキッシャー・ザウアーラントでは早くから社会主義労働運動が発展した。早くも1848年/1849年のヨーロッパ全土を巻き込んだ市民＝労働者革命において1849年のイーザーローン蜂起を惹起した。19世紀後半の労働運動の発展はマイネルツハーゲンにも影響を及ぼした。1892年のベルギッシュ＝メルキッシェ鉄道の完成は工業発展を助長した。賃金で生計を立てる工業労働者は、特にマイネルツハーゲンの金属製品製造業者ザッセンベルク und Co. で働いた。この会社は1910年から現在までオットー＝フックス＝ヴェルケとして存続している。
1918年の11月革命では、キール軍港の水兵蜂起およびドイツ初の労兵レーテ結成のおよそ1週間後、1918年11月12日にマイネルツハーゲンでは USPD と SPD の労働者がリューデンシャイトの兵士レーテの支援を受け、カイザーザールで集会を行った。
ヴァイマル共和政の時代にザウアーラントのプロテスタント地域では、ファシズム運動も起こっていた。周辺都市では早くから NSDAP の地域グループが形成された。たとえば、1921年/1923年にメンデン、1923年にリューデンシャイト、1926年プレッテンベルクおよびハルヴァー、さらにヘルシャイトやヴェールドールでも同じ頃に発足している。マイネルツハーゲンでは、プレッテンベルクの NSDAP の支援を受けて NS-組織が形成された。プレッテンベルクの NSDAP 地域グループは1920年代末にハインリヒ・ヒムラー、反ユダヤ主義聖職者で NSDAP-スポークスマンのルートヴィヒ・ミュンヒマイヤー、後に内務大臣を務めるヴィルヘルム・フリックを講演に招き、マイネルツハーゲンにも同様の組織を形成しようとした。しかし、当時マイネルツハーゲンおよびそのアムトが属していたアルテナ郡での金属加工産業の重要性を背景に、世界恐慌が起こるまでは、SPD や その後 KPD といったマルクス主義政党が勢力を有していた。とりわけ1928年以降は、初めからさほど重要性のなかった右翼保守系の DNVP、左派リベラルの DDP、階級超越的カトリック系の中央党が衰退した。世界恐慌が始まって以後、1930年のドイツ国会議員選挙では、アルテナ郡における NSDAP の得票数は、前回の 933票から 11,956票と10倍になった。これにより NSDAP は有効投票数の 22.1 % を獲得した（ドイツ全土の平均得票率は 3.8 %）。とはいえ、NSDAP の主たる対抗勢力である労働者政党の SPD と KPD は それぞれ 27.4 % および 12.1 % と、合計すれば依然2倍の票を獲得していた（ドイツ平均に比べ、SPD は 2.9 % 高く、KPD は 1 % 低い）。1932年7月31日の国会議員選挙で NSDAP は 40.7 % の票を獲得してアルテナ郡で初めて最大視力となった。この得票率はドイツ平均よりも 3.4 % 高い数値であった。SPD は 21.8 %（全国平均 21.6 %）、KPD は 15.2 %（全国平均 14.3 %）であった。アドルフ・ヒトラーによる権力掌握前最後の1932年11月6日の国会選挙では、NSDAP の得票率は 36.7 %（全国平均 33.1 %）、SPD と KPD はそれぞれ 19.3 % と 19.1 %（全国平均は 20.4 % と 16.9 %）であった。
ヒトラーの権力掌握後に行われた、最後の自由選挙となった1933年3月の国会議員選挙では、NSDAP は 46.6 % の票を獲得し、SPD の 19.7 % を大きく引き離した。正式な立候補が禁止されていた KPD は、11.6 % であった。アルテナ郡での NSDAP の得票率は平均以上、SPD と KPD は平均以下であった。権力掌握直後からマイネルツハーゲンでも共産主義あるいは社会民主主義の立場をとり、国家社会主義に反対する者に対して抑圧が始まった。1935年春から現在のメルキッシャー郡全域で共産主義者の集団逮捕がなされ、6月にはマイネルツハーゲンやキールスペにも及んだ。彼らがゲシュタポの中央監獄であるドルトムントのシュタインヴァッヘに連行されたことで、ドルトムントのゲシュタポ司令部も、非合法のKPD組織指導者であるヘルマン・ヴェーナーやパウル・メルカーも、リューデンシャイト地区での抵抗運動は「完全に粉砕された」と理解した。
しかしナチに抵抗した共産主義者や社会民主主義者だけでなく、平和主義のエホバの証人の信者、特にヴィルヘルム・テルナーも国家社会主義者によって強制収容所に収容された。1810年頃からマイネルツハーゲンに住んでいたユダヤ人家族、たとえば織布業、家畜商、食肉加工販売業を営んでいたシュテルン家、ローゼンタール家やフィッシュバッハ家に対する迫害は地元のナチグループによって組織的に行われた。「水晶の夜」事件の後、1938年11月10日にマイネルツハーゲンのユダヤ教組織指導者ナターン・シュテルンの家に祀られていた祭具や保持していた世俗の道具が公開の場で焼却された。シュテルン家や他の古くからのユダヤ系住民は、戦争の間に逮捕され犠牲となった。1942年4月28日、マイネルツハーゲンに遺っていた最後のユダヤ人家族が国家社会主義の絶滅収容所に移送された。
戦時経済の牽引者ハンス・ヨアヒム・フックスは駅近くに大規模な強制労働者収容施設を持つ軍事上重要なオットー＝フックス＝ヴェルクを営んでいたが、戦争末期にこの工場でマイネルツハーゲンの反ファシスト運動のグループが形成された。国家社会主義からの解放直前に行われた、反ファシスト主義者、社会主義者、共産主義者を排除する戦争末期犯罪の過程で、このグループは密告された。1945年3月29日の聖木曜日にこの組織参加者のエルンスト・ホルヴェーク、ヤーコプ・ユングラス、フリードリヒ・ヴィルヘルム・ケスラー、フリッツ・ミュラーおよび4人の名前が判らないロシア人強制労働者が逮捕され、ゲシュタポに連行され、ロンベルクパルク処刑場およびビッターフェルト処刑場で殺害された。連合国軍の急速な侵攻により戦争はゆっくりと終結に向かっていったが、1945年3月18日、軍需製品を保護するためにマイネルツハーゲンとキールスペに兵士が駐留した。キールスペ駅、ハーネベッケ、フックス工場の引き込み線付近に高射砲陣地が建設されたが、オットー＝フックス＝ヴェルクへの爆撃や1945年3月19日の第II工場の破壊を防ぐことはできなかった。西からのアメリカ軍の侵攻によりさらに激しい戦闘が市内で行われた。これにより、全ての兵がジーガーラントから北のルール・ポケットに封じ込められた。1945年4月2日、武装親衛隊の第501装甲擲弾師団の戦車がマイネルツハーゲンに到着した。しかし激しい戦闘行為は行われなかった。アメリカ軍は、1945年4月10日にヴァルベルト、11日にマイネルツハーゲンに入り、街と強制労働者を国家社会主義者から解放した。
1945年に、数多くの追放された人々や爆撃を逃れた人々をマイネルツハーゲンに受け容れたことで、人口は飛躍的に増加した。
1957年、先鋭化した冷戦の影響により、ドイツで10か所のヴァルンアムト（直訳: 警報局）の1つがマイネルツハーゲンに設けられた。マイネルツハーゲンは、1964年9月19日に改めて「市」を名乗る権利を得た。
1960年代初めから、ナウムブルク (ザーレ) のランデスシューレ・プフォルタの元生徒たちにより、ドイツ連邦共和国でこの学校の伝統を引き継ぐ努力がなされた。この努力の結果、1968年に福音主義ランデスシューレ・ツーア・プフォルタが寄宿制の学校としてマイネルツハーゲンに設立された。このランデスシューレは1990年代遅くまで人文主義の伝統を引き継ぎ、存在していた。ここでは、「クナーベンデモクラティー」（直訳: 子供の民主主義）とも呼ばれる約200人の寄宿学生の自治が重要な役割を果たしていた。この学校は都市生活にも刺激を与えた。
市町村再編に伴い、1969年1月1日にマイネルツハーゲンとヴァルベルトさらにリューデンシャイト＝ラントの一部が新たに創設されたリューデンシャイト郡に属す市として合併し、これによりアムトが廃止された。1975年1月1日マイネルツハーゲンはメルキッシャー郡の一部となった。同じ日に隣接するドロルスハーゲン（オルペ郡）の一部とその住住民約100人弱が本市に移管された。1989年に多くの外国からの家族が移住してきたため、人口はさらに増加した。
1974年、フックス金属工場が合資会社に変更され、従業員による経営参加が廃止されたことでマイネルツハーゲンは全国的なニュースとなった。
1999年、マイネルツハーゲンは、町の建設825年祭を祝った。
ドイツ工業連盟会長ユルゲン・ツーマンの運送会社で、マイネルツハーゲンとネトフェンに支社を持つデーンハルトが2006年に経営危機に陥った。良好な注文状況を考慮して従業員が自主運営のかたちで事業を引き継ごうという試みは、従業員側の資金不足により挫折した。この流通業者は2008年に最終的に閉鎖された。それ以前の1985年に、従業員数450人のマイネルツハーゲンの額縁会社メルシュが解散した際にもこうした努力がなされたが、連邦労働裁判所による民法典 § 613 の解釈により挫折した。それによれば、会社に対する全ての要求は新たな組合方式の所有者に対しても有効であるとされる。

### 人口推移

マイネルツハーゲンの人口推移

## 住民

### 宗教

#### 宗教統計
2011年の人口調査によれば、2011年には人口の 39.9 % が福音主義教会信徒、19.7 %（4,155人）がローマ＝カトリック信者で、40.4 % が無信仰または他の宗教団体に所属していた。これ以後カトリック信者の数は減少している。2019年12月31日現在、20,367人のマイネルツハーゲン住民の 18 %（3,659人）がカトリック信者である。

#### キリスト教

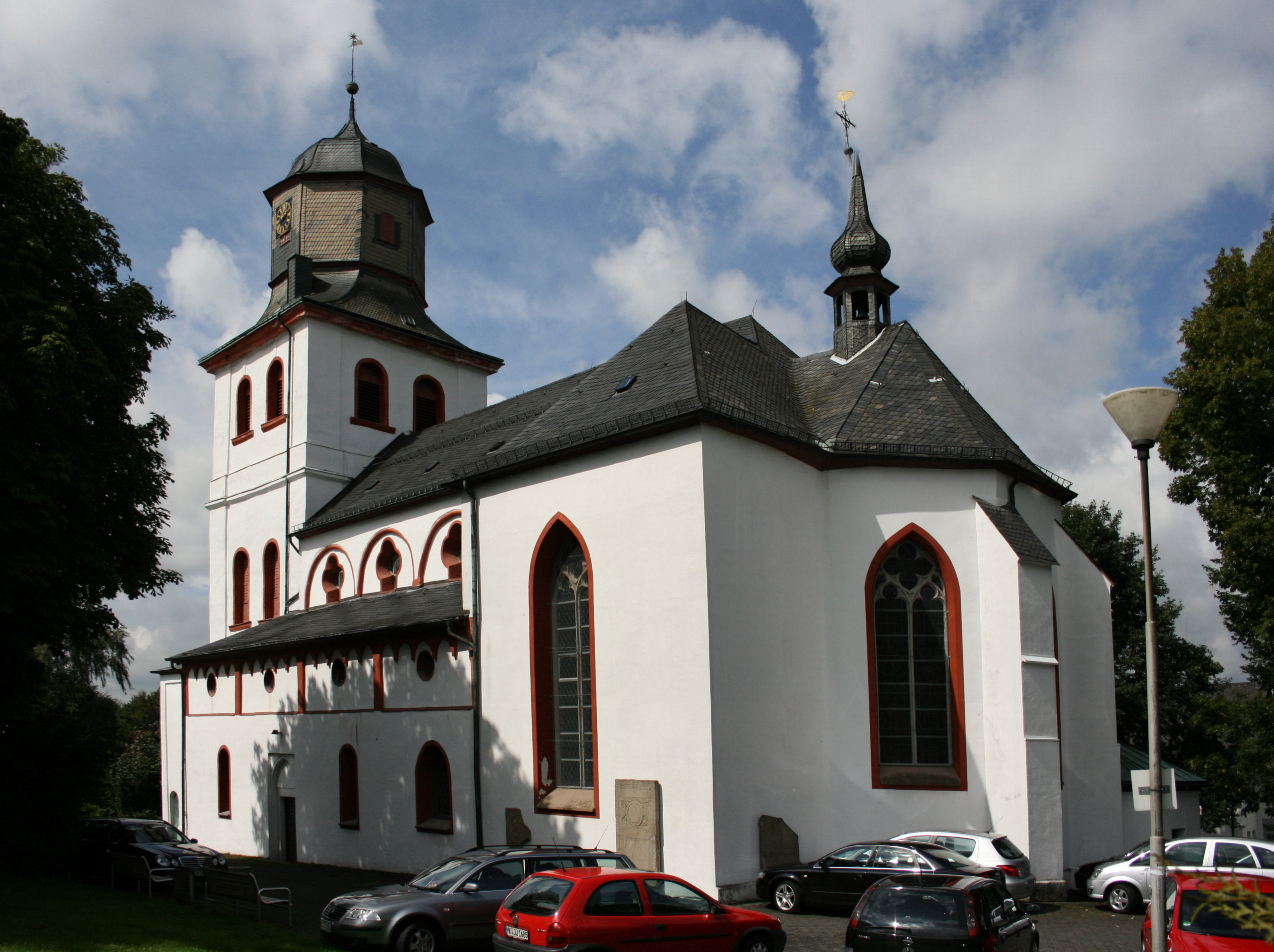
マイネルツハーゲンの福音主義イエズス＝クリストゥス教会

##### 福音主義
福音主義教会（および教会堂）は、イエズス＝クリストゥス教会、ヨハネス教会、ヴァルベルトの教会がある。これらの教会はヴェストファーレン福音主義教会に属している。

##### カトリック
マイネルツハーゲンの全てのカトリック教会はエッセン司教区に属す。2006年9月23日にそれまでマイネルツハーゲンにあった全ての教区が廃止され、翌24日に新たな大きな教区が形成された。これ以後マイネルツハーゲンとキールスペは1つの教区となっている。
教区教会は1973年に新たに建造され、エッセン司教フランツ・ヘングスバッハにより聖別された「汚れなき聖マリア教会」である。これには2つの街の教会が属している。1962年にヘルマン・ゲーリヒによって設計されたヴェルベルトの聖クリストフォルス教会と1958年にゴットフリート・ベームによって設計されたキールスペの聖ヨーゼフ教会である。
支教会には、1966年に建築家ハンス・シリングによって建設された聖マルティン教会（ビルケスヘー）および1866年にパーダーボルンの司教区建築マイスターのアルノルト・ギュルデンプフェニヒによって建設されたマイネルツハーゲン＝グローテヴィーゼのマグダラの聖マリア礼拝堂がある。
「その他の教会」の状態にある教会が、1964年に建築家ハンス・シリングによって建設されリステルタール堰の畔に建つ聖ペーター・アム・ゼー教会（フンスヴィンケル）と1954年にケルン大司教区（建築家マルセル・フェルトン）によって建設され、司教代理ヨーゼフ・フェルヘによって献堂されたレンザールの聖エンゲルベルト教会である。これら2つの教会は、エッセン司教区から人材面でも資金面でも援助を受けていない。
市町村合併前にドロルスハーゲンに属していた小さな地域は、以前のままパーダーボルン大司教区に属している。

##### その他の宗派
マイネルツハーゲンのその他のキリスト教系宗教組織としては、エヴァンゲリウム＝クリステン（バプテスト）および、イーネ、バーベルク、マイネルツハーゲンの自由福音主義組織がある。ヴェルクハーゲンの自由福音主義組織は、2010年12月31日に解散した。リンデン通りには、エホバの証人の集会所がある。

#### イスラム教
1986年からジーペナー・ヴェークに セルチュク-モスクがあり、トルコ＝イスラム教会により運営されている。

#### ユダヤ教
「水晶の夜」まで、マイネルツハーゲンにはユダヤ教組織があり、市の中心部であるハウプト通りのヒンターホーフに小さなシナゴーグを有していた。後にこの建物は住居およびレコード店に改築されたが、2005年または2006年に解体された。

## 行政

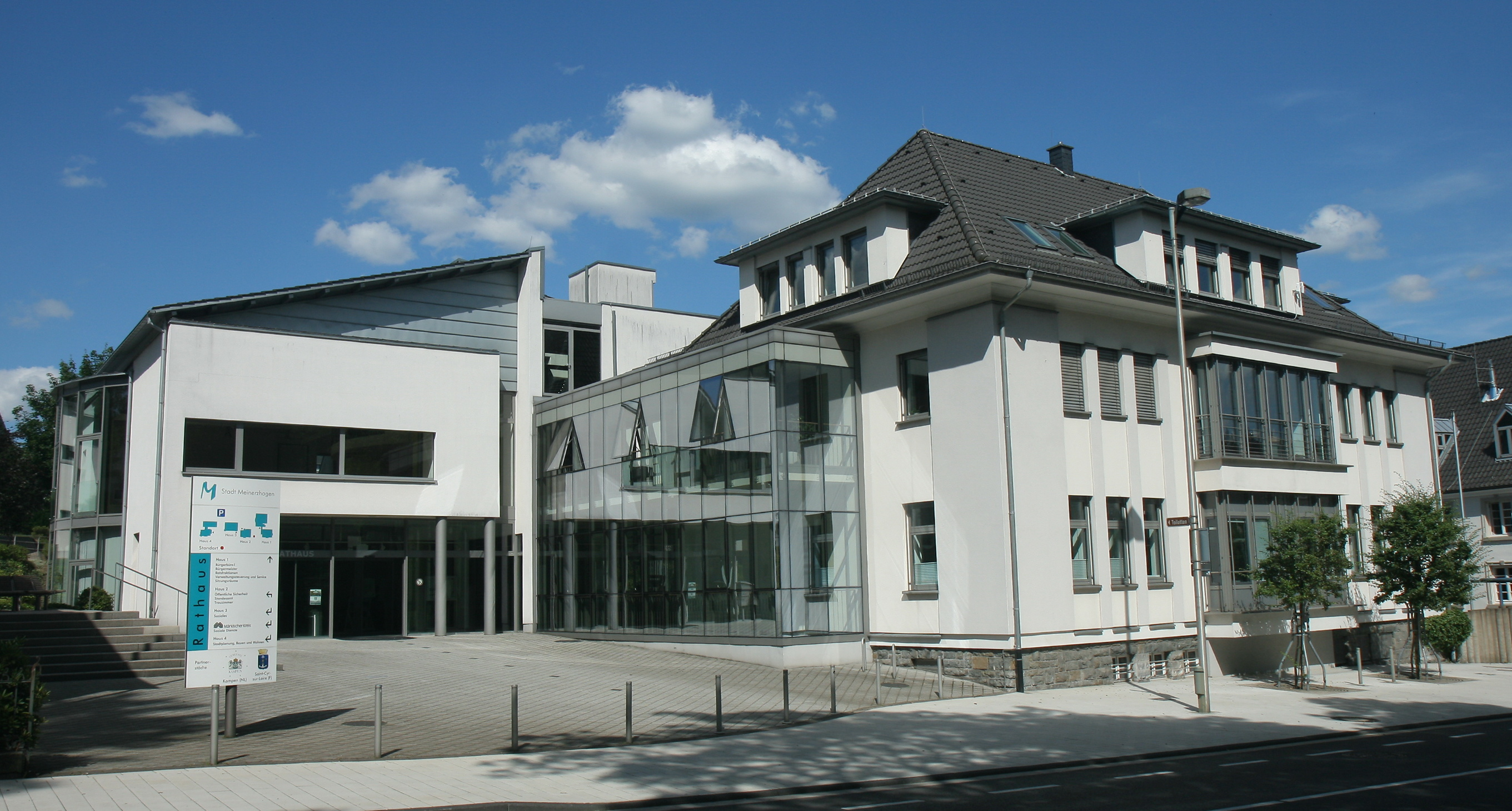
マイネルツハーゲン市庁舎

### 議会
マイネルツハーゲンの市議会は38人の名誉職の市議会議員（2009年の市議会選挙までは34議席であった）と専任の市長で構成される。

### 首長
専任の市長は弁護士のヤン・ネッセルラートである。彼は2014年の市長選挙で 55.8 % の支持票を獲得して市長に選出された。

### 紋章
マイネルツハーゲンの紋章は、黄色地にベルク公の象徴である赤い獅子、その背後に青いアンドレアス十字が描かれている。十字は、17世紀に断絶したバーディングハーゲン家のシンボルである。下半分はマルク伯を象徴する赤 - 白の市松模様を背景にヴァルベルトのシンボルである黄色いホルンが描かれている。この紋章は1975年6月14日に認可された。
マイネルツハーゲンとヴァルベルトが合併する前は、それぞれ独自の紋章を有していた。マイネルツハーゲンのかつての紋章は少なくとも1857年まで遡ることができる。1857年に完成した市庁舎の入り口の上に紋章がすでに描かれているためである。その紋章は基部が緑色で、向かって左に幼子イエスを抱いて玉座に座る聖母マリア、向かって右に3本の塔と赤い屋根を持つ建物、上部に太陽と2つの星が描かれていた。
古いヴァルベルトの紋章にはマルク伯の市松模様の帯が描かれ、その下にケルン選帝侯ヴェストファーレン公領の象徴であるケルンの十字が描かれていた。これは当時の町域が両領邦の部分からなっていたためである。上部には猟師が描かれていたが、これはヘルシャイトのシカと同様にクレーフェ公ヨハン3世によってこの町に与えられた狩猟の特権を象徴している。この紋章はオットー・フップがデザインしたもので、1935年10月27日に認可された。
アムト・マイネルツハーゲンも独自の紋章を有していた。それは歴史的にこの地域を統治した3つの領邦の象徴を組み合わせたもので、下部にケルン選帝侯領の十字、その上にマルク伯の市松模様の帯、一番上にベルク伯の獅子であった。

### 姉妹都市
マイネルツハーゲンは、以下の都市と姉妹都市関係にある
- カンペン（オランダ、オーファーアイセル州）
  - 1961年から2001年までマイネルツハーゲンはオランダの町エイセルマイデン（オランダ語版、英語版）と姉妹自治体関係にあった。2001年にエイセルマンデンがカンペンに併合され、カンペンが姉妹都市関係を引き継いだ。
- サン＝シル＝シュル＝ロワール（フランス語版、英語版）（フランス、アンドル＝エ＝ロワール県）1987年4月13日

## 文化と見所

### 演劇
市立ホールは、毎年新たに選考した演劇やミュージカルのプログラムを上演している。

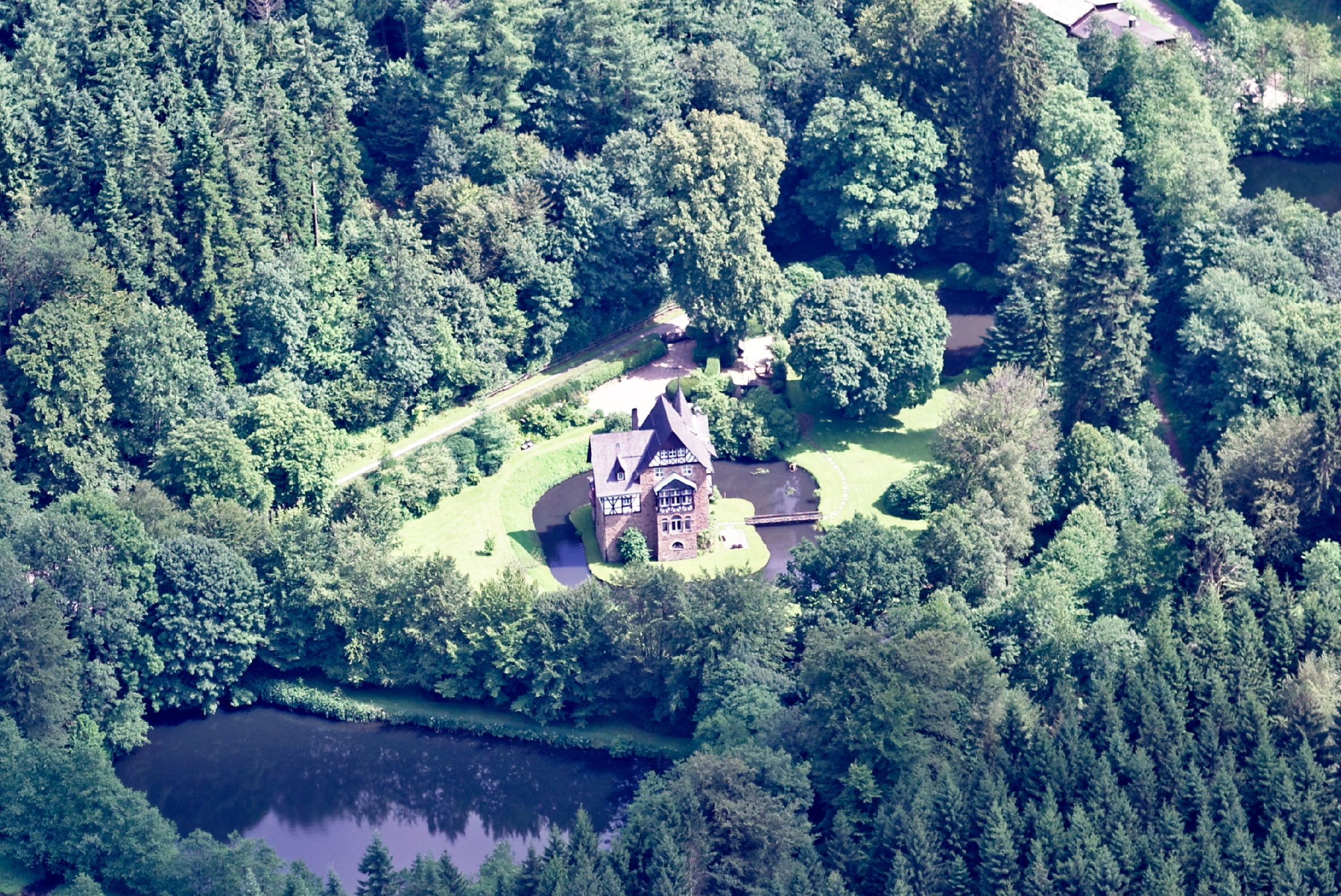
バーディングハーゲン城

### 建築
内市街で最も目を引く建物が、後期ロマネスク様式のバシリカ「イエズス＝クリストゥス教会」である。内市街のやや外れにバーディングハーゲン城が建っている。これは私的用途に用いられている水城で、立ち入ることはできない。

### 自然保護
市域の北部は、エッベ山地自然公園の一部である。この自然公園の領域の大部分は、自然公園が創設された1964年に風致保護地区にも指定された。

### 観光
マイネルツハーゲンはウィンタースポーツの中心地である。ウォータースポーツは、フンスヴィンケル近郊のリステルタール堰周辺で行われている。エッベ山地の森や堰止め湖周辺には数多くの遊歩道が整備されている。ホテルやペンションの他にユースホステルもある。マイネルツハーゲンは、広域遊歩道ザウアーラント＝ヘーエンフルークに接続している。

### スポーツ

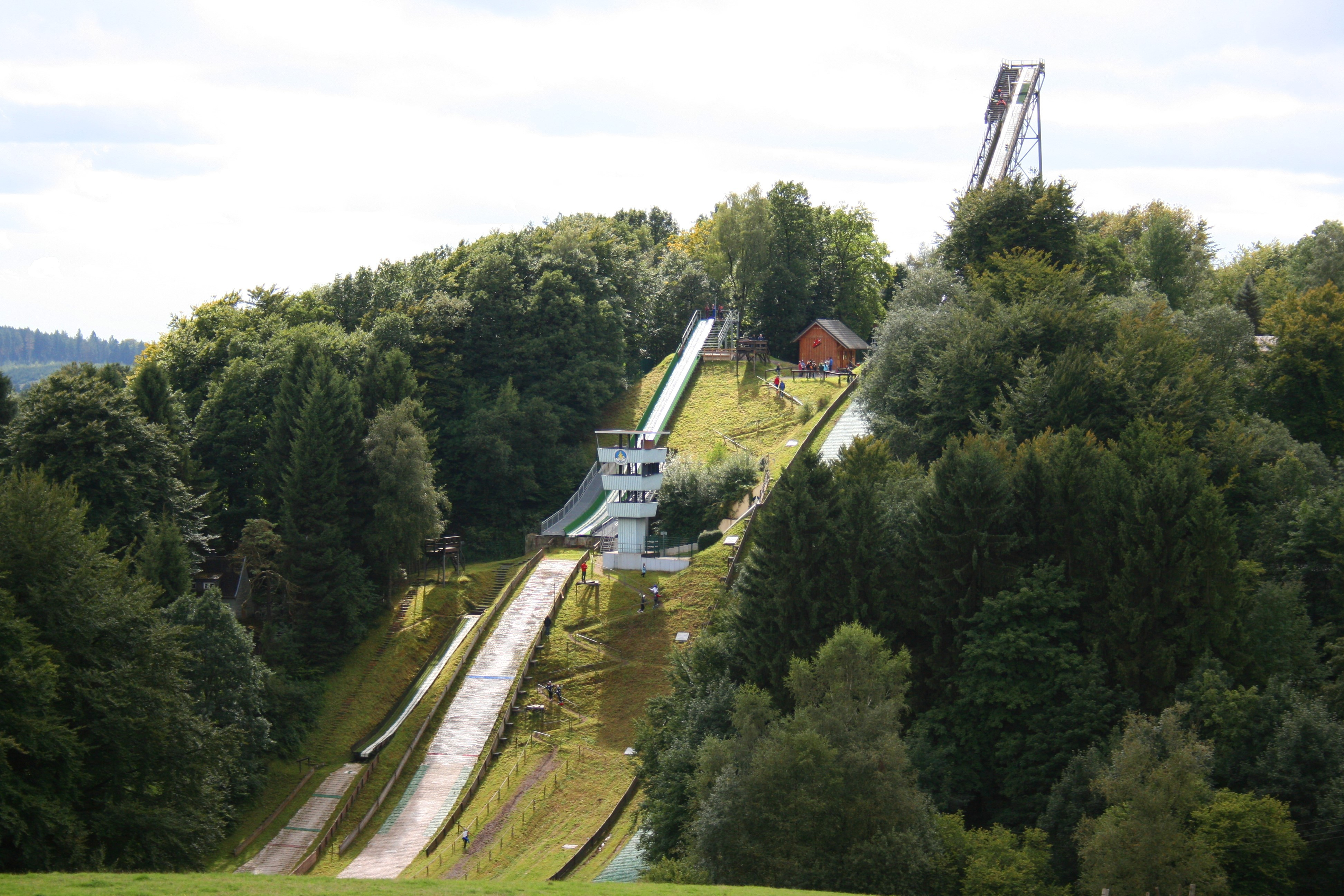
マイネルツハーゲン＝シャンツェ

#### スポーツ施設
- マイネルツハーゲン＝シャンツェ（スキージャンプ台）
- スタジアム「ダス・シュターディオン」は、この街の最も重要なスポーツ施設の1つである。ここでは RSV マイネルツハーゲンが試合を行っている。

1960年代にスケートリンクの建設計画があったが、実際に建設はされなかった。
小さなバイクパークが2011年初め主に若者たちとマイネルツハーゲン市との共同事業として建設された。

#### スポーツクラブ
- KKSV マイネルツハーゲン 1951 e.V.（射撃クラブ）
- RSV マイネルツハーゲン は、長年サッカー・ブンデスリーガの最年少選手であったヌリ・シャヒンのジュニア時代の所属チームであった。
- SG キールスペ＝マイネルツハーゲンは、8つのジュニアチーム、1つの女子チーム、3つの男子チームを有するハンドボール・クラブである。ホームゲームは、キールスペのフェルダーホーフ＝シュポルトハレ体育館およびマイネルツハーゲンのローテンシュタイン体育館で行われる。
- SC ローテンシュタイン・ヴィーベルザートは、射撃競技、サマーバイアスロン（ドイツ語版、英語版）、サッカーを行っている。
- マイネルツハーゲン乗馬クラブは、グリューネンベッケに乗馬場を有している。
- TV ヤーン・グローテヴィーゼ
- RSV リステルタール
- TSG ヴァルベルト
- TuS マイネルツハーゲン
- LRFV マイネルツハーゲン
- スキークラブ・マイネルツハーゲン 1911 e.V. は、アルペンスキー、スキージャンプ、ノルディックスキー、ノルディックウォーキング、大衆スポーツ、子供体操を行っている。

### 年中行事
マイネルツハーゲン市民が最も重要な文化行事と考えているのが2年に1度開催される射撃祭で、これはメルキッシャー郡最大級の射撃祭の1つである。そのモットーである「青い上着を着ろ！」は、この周辺地域で伝統的に着用される青い農作業服を指している。2007年に射撃協会はマイネルツハーゲンにおける425年の射撃の伝統の歴史を回顧した。

## 経済と社会資本

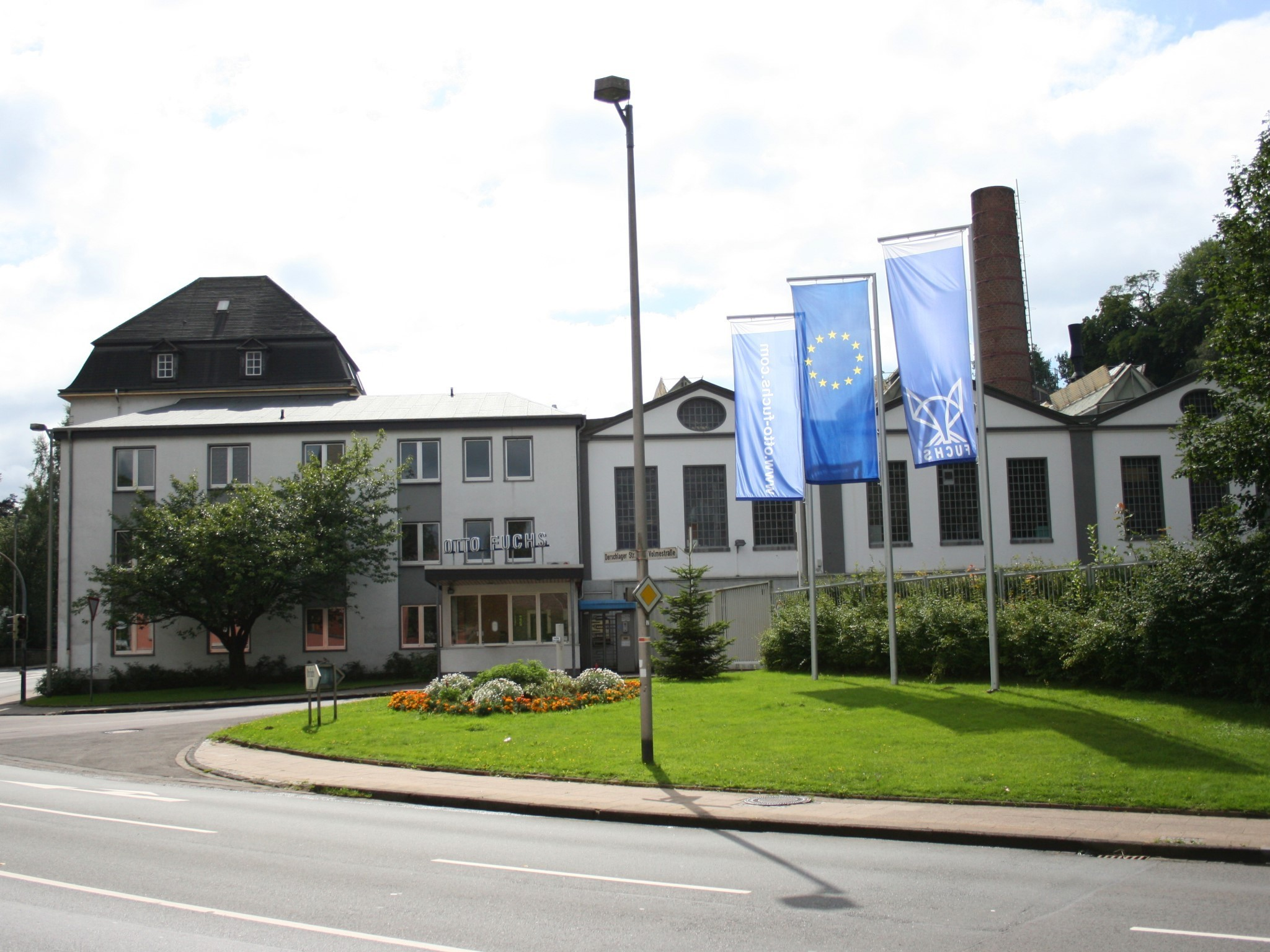
オットー・フックス本社

### 地元企業
本市最大の雇用主は、金属加工業者のオットー・フックス KG である。この会社は、ドイツの売り上げ上位企業500社に数えられる。
その他の地元の企業には以下がある。
- アルベルト・トゥルク GmbH & Co KG（鋳造）
- バッテンフェルト・シュピッツギーステクニーク（2006年6月30日に解散し、バッテンフェルト・フェアトリープス GmbH & Co KG およびバッテンフェルト・クンデンディーンスト GmbH & Co KG として新たに設立された）
- ブルク＝ヴェヒター KG（鍵、防犯技術）
- ブッシュ & ミュラー（自動車部品）
- ダニエリ・フレーリング（設備製造）
- メイルキッシャー・ツァイトゥングフェアラーク（印刷所）
- クルークマン・シュピリトゥオーゼン
- フォスヴィンケル（2015年からヴァルター・シュタウフェンベルク GmbH & Co. KG に属している。機械・設備の液体コンポーネントを製造している）
- W. u. H. フェルンホルツ（合成樹脂包装材料）

### 交通

#### 道路
マイネルツハーゲンは、アウトバーン A45号線（ザウアーラント線）ドルトムント - ハーゲン - ジーゲン - ヴェッツラー ー ハーナウ/アシャッフェンブルクが市内を通っており、マイネルツハーゲン・インターチェンジを有している。
さらに連邦道 B54号線が市域を貫いている。

#### バス
マイネルツハーゲンは3つの交通連盟が重なる街である。
- ルール＝リッペ交通共同体 (VRL): 内市街のバル路線および北へ向かう路線は、メルキッシェ交通協会 (MVG)、ルール＝ジーク・バス交通が運行している。
- ヴェストファーレン南部交通共同体 (VGWS): 東および南東へ向かうバスは、ヴェストファーレン南交通社 (VWS) が運行している。
- ライン＝ジーク交通連盟 (VRS): 隣接するオーバーベルギッシャー郡のマリエンハイデやグンマースバッハといった南西および西に向かうバスは、オーバーベルギッシェ交通 AG (OVAG) が運行している。2013年までこの路線はケルン地域交通によって運行されていた。

#### 鉄道
マイネルツハーゲン駅では、ケルンおよびリューデンシャイト方面の旅客列車が運行しており、ドルトムント方面行きの列車に接続する。
- フォルメ＝アッガー鉄道線をオーバーベルギッシェ鉄道 (RB25) が運行している。
- クルンメネルル方面へ向かうリステルタール鉄道は現在貨物輸送専用線である。

##### フォルメ＝アッガー鉄道
ハーゲンからディーリングハウゼンまでを結ぶ単線の鉄道路線フォルマタール鉄道は、マイネルツハーゲン - ブリュッゲ（リューデンシャイト）間の旅客運行を1986年に停止した。駅舎は1983年に営業を停止し、1987年に解体された。マイネルツハーゲンが鉄道交通から切り離されたことは、ヴラディーミール・カミナーにより「我がドイツ・ジャングルブック」で取り上げられ、風刺的に扱われた。
それ以前、マイネルツハーゲン駅には以下の列車が発着していた。
- アイルツーク: ケルン - ハーゲン（1979年まで）
- ディーリングハウゼン - ハーゲン（1979年 - 1981年）
- ケルン - ブリュッゲ (ヴェストファーレン)（1981年 - 1984年）
- シティーバーン: ケルン - マイネルツハーゲン（1984年 - 1986年）
- 近郊列車ディーリングハウゼン - ブリュッゲ (ヴェストファーレン)

フォルメ＝アッガー鉄道は、2003年にケルンまでの運行が再開された。このプロジェクトは、2005年に完了したノルトライン＝ヴェストファーレン州の新しい州政策により実行された。
2006年にこの路線の新たな査定が行われ、良好な結果に終わった。その後、区間の半分が新たな線路に置き換えられ、信号が設けられ、踏切が建設された。2014年2月、マイネルツハーゲンからケルン中央駅を経由してケルン・ハンザリング駅行きの列車が公式に開通した。
2017年12月から、別方向の、ブリュッゲ (ヴェストファーレン) 駅を経由してリューデンシャイト駅に向かう列車も運行を開始した。拡充されたブリュッゲ (ヴェストファーレン) 駅を介してハーゲンやドルトムント方面へのフォルメタール鉄道に接続している。この鉄道路線は3つの交通連盟の管轄地域に位置している。ケルン - マイネルツハーゲン間はライン＝ジーク交通連盟 (VRS)、マイネルツハーゲン - ルンメノール間はルール＝リッペ交通共同体 (VRL)、ルンメノール - ハーゲン間はライン＝ルール交通連盟 (VRR) に属す。

2030年からは、トリアーからリューデンシャイトへ向かうレギオナルエクスプレス (RE 22) がマイネルツハーゲンに停車する予定である。

##### リステルタール鉄道
マイネルツハーゲンで分岐してリステルタールのクルンメネルルへ向かう路線も旅客運行を行っていた。この路線には、マイネルツハーゲン駅、シェルル駅、ヴァルベルト駅、クルンメネルル駅があった。この路線は元々オルペを経由してクロイツタールまで延長される予定であった。しかしこれは完成せず、早くも1955年に旅客運行が停止された。このため地元ではこの路線を「未完成」と呼んだ。現在この路線は貨物輸送（砂利運搬車）に利用されている。

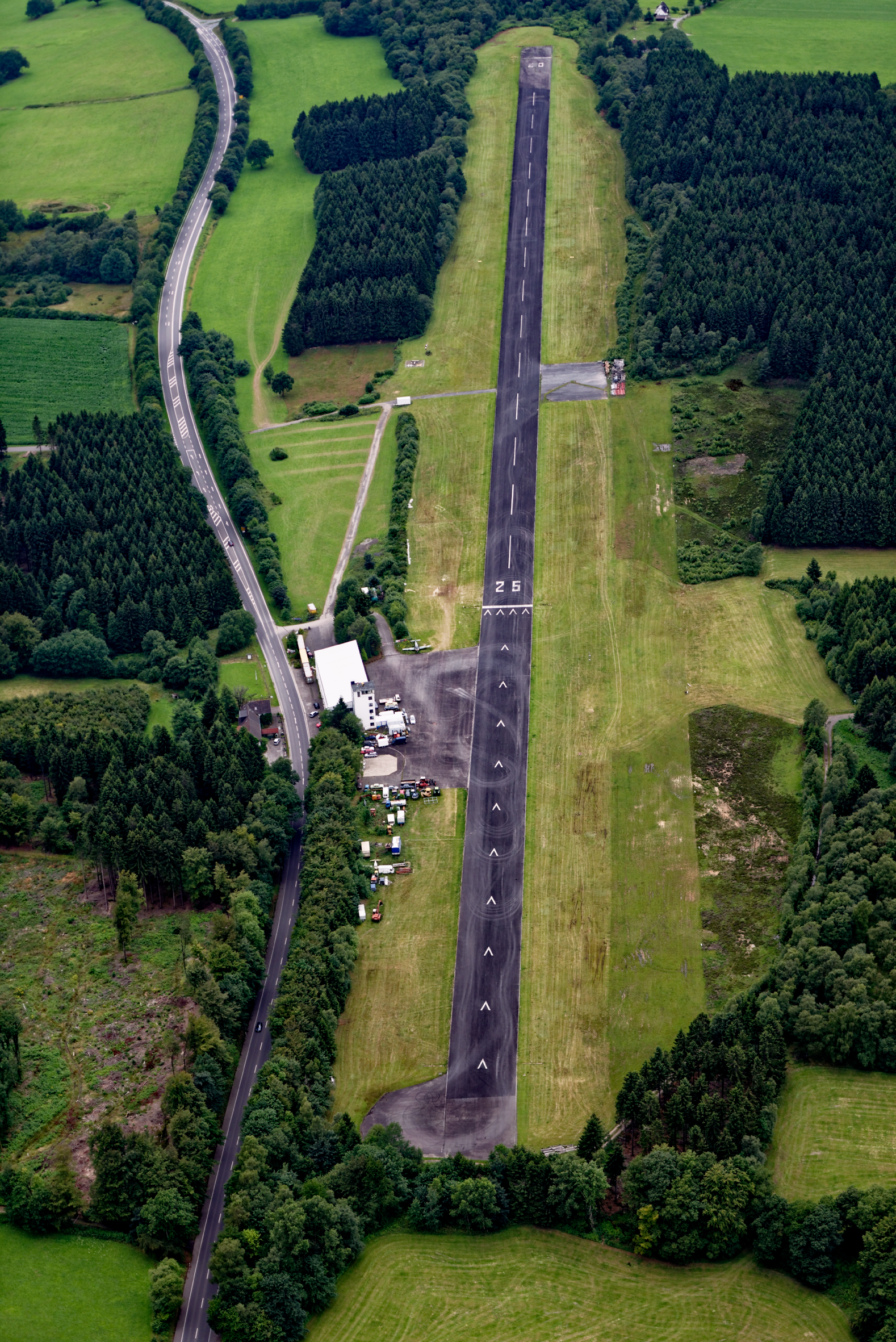
マイネルツハーゲン飛行場

#### 航空
市の西部、オーバーベルギッシャー郡との境界にマイネルツハーゲン飛行場がある。かつてバッテンフェルト社の企業飛行場だったこの施設は、1,170 m のアスファルト滑走路を持ち、重量 5.7 t までの飛行機が離着陸可能な特別飛行場である。

### メディア
地元の日刊紙がマイネルツハーゲナー・ツァイトゥングである。ノルトライン＝ヴェストファーレン州のローカルラジオ放送はラジオ MK で聴くことができる。この放送局は、州のメディア官庁から Nr.66 送信所、周波数 88.3 MHz（マイネルツハーゲン）が割り当てられている。管轄している ARD-放送局はジーゲンに地域スタジオを有する WDR である。放送は、ノルトヘレの放送塔から送信されている。

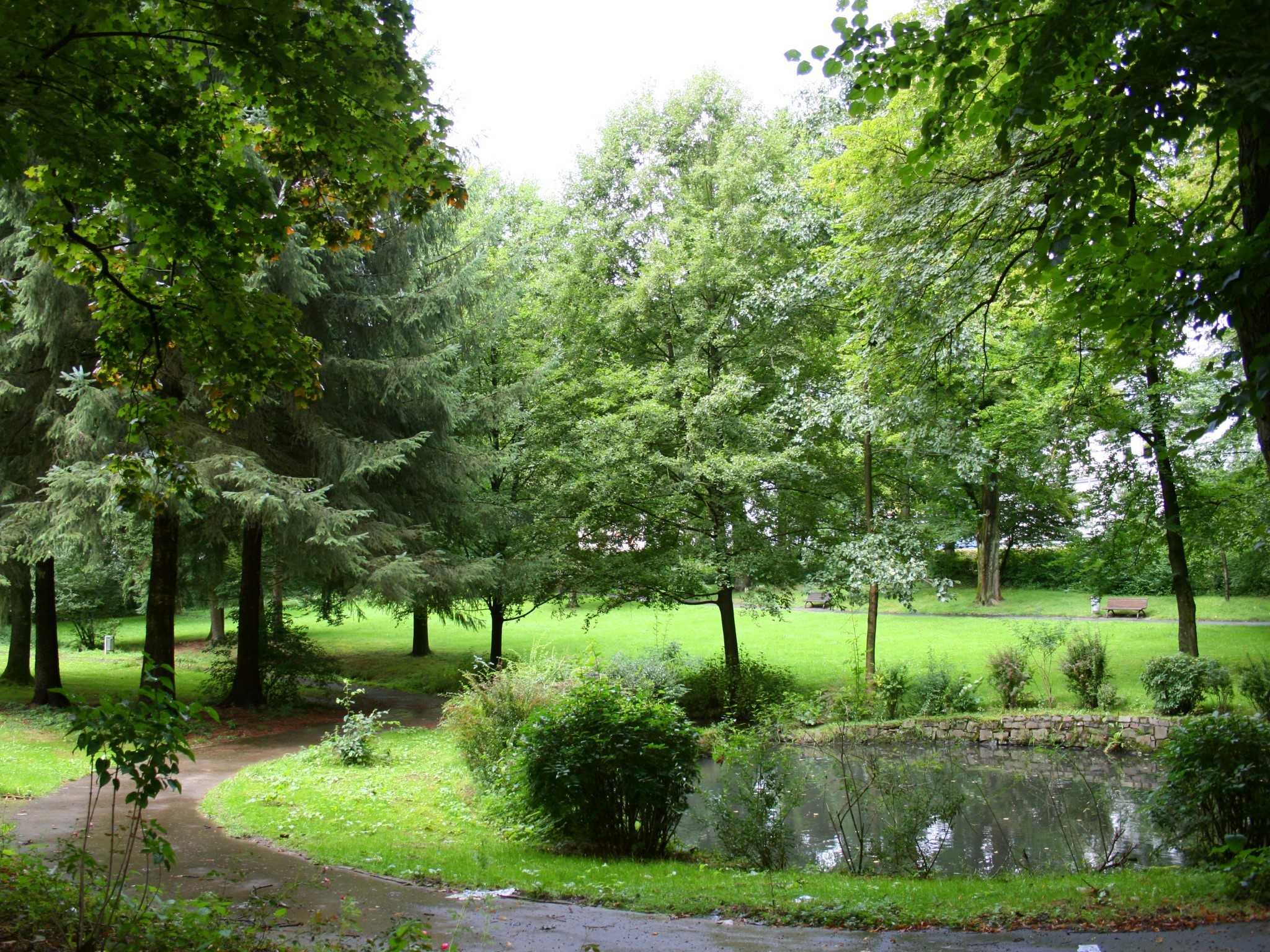
マイネルツハーゲンの市立公園

### 公共施設
マイネルツハーゲン区裁判所はマイネルツハーゲンとキールスペを管轄している。
マイネルツハーゲンはミニゴルフ場を備えた屋外温水プール、市立図書館、市立公園を有している。
かつての基礎課程学校ノルトシューレには、現在、音楽学校と青年センターが入居している。

### 医療
マイネルツハーゲンには病院がない。最寄りの病院は、リューデンシャイト、グンマースバッハ、アッテンドルンにある。

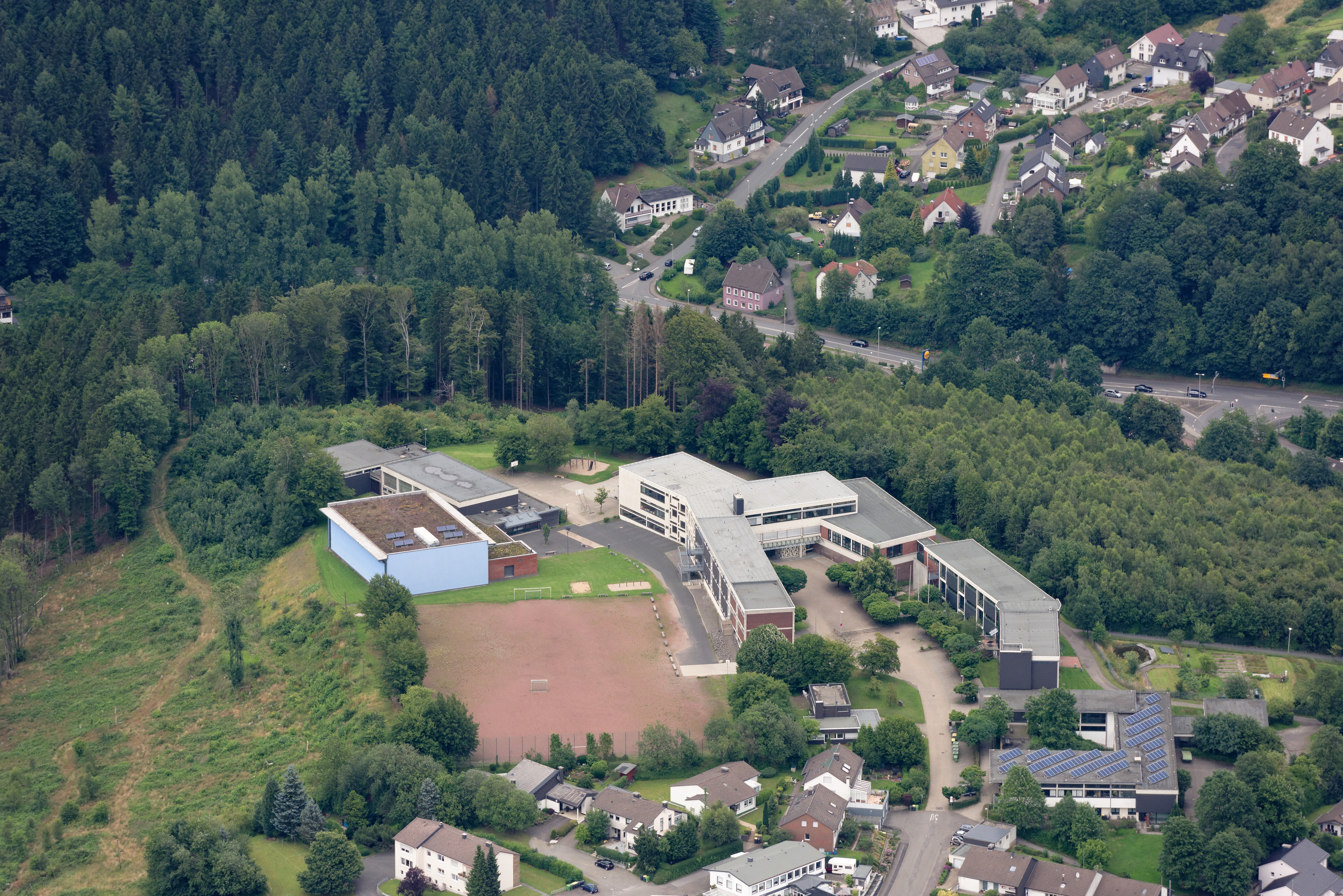
マイネルツハーゲン・ギムナジウム

### 教育
マイネルツハーゲンには基礎課程学校が3校（コールベルク、アウフ・デア・ヴァール、エッベシューレ・ヴァルベルト）、ゼンクンダーシューレ、マイネルツハーゲン福音主義ギムナジウム、学習・言語・社会・情動発達に重点を置いた養護学校（フォルメタール）が存在する。
マイネルツハーゲンには、1968年5月から1990年代末まで、寄宿制ギムナジウムの福音主義ランデスシューレ・ツーア・プフォルテが存在した。この学校は、DDR-時代にその伝統を断ちきられ社会主義の上級学校になってしまったナウムブルクのランデスシューレ・プフォルタを引き継ぐ学校として設立された。その校舎は、転用について合意ができなかったため、2005年に取り壊された。

## 人物

### ゆかりの人物
- ニコラウス・マイヤー＝ラントルート（ドイツ語版、英語版）（1960年 - ）外交官。2015年から在フランス・ドイツ大使を務めている。1979年に福音主義ランデスシューレ・ツーア・プフォルテでアビトゥーアを修得した。
- ロガー・シュミット（1967年 - ）サッカー選手。福音主義ギムナジウム・マイネルツハーゲンで学んだ。
- ヌリ・シャヒン（1988年 - ）トルコ人サッカー選手。マイネルツハーゲンで育った。